# Poix
Poix es una comuna francesa situada en el departamento de Marne, en la región de Gran Este.

## Demografía
| 152 | 132 | 102 | 108 | 106 | 99 | 69 |
| Para los censos de 1962 a 1999 la población legal corresponde a la población sin duplicidades (Fuente: INSEE [Consultar]) |     |     |     |     |    |    |